# Carrières de Meudon

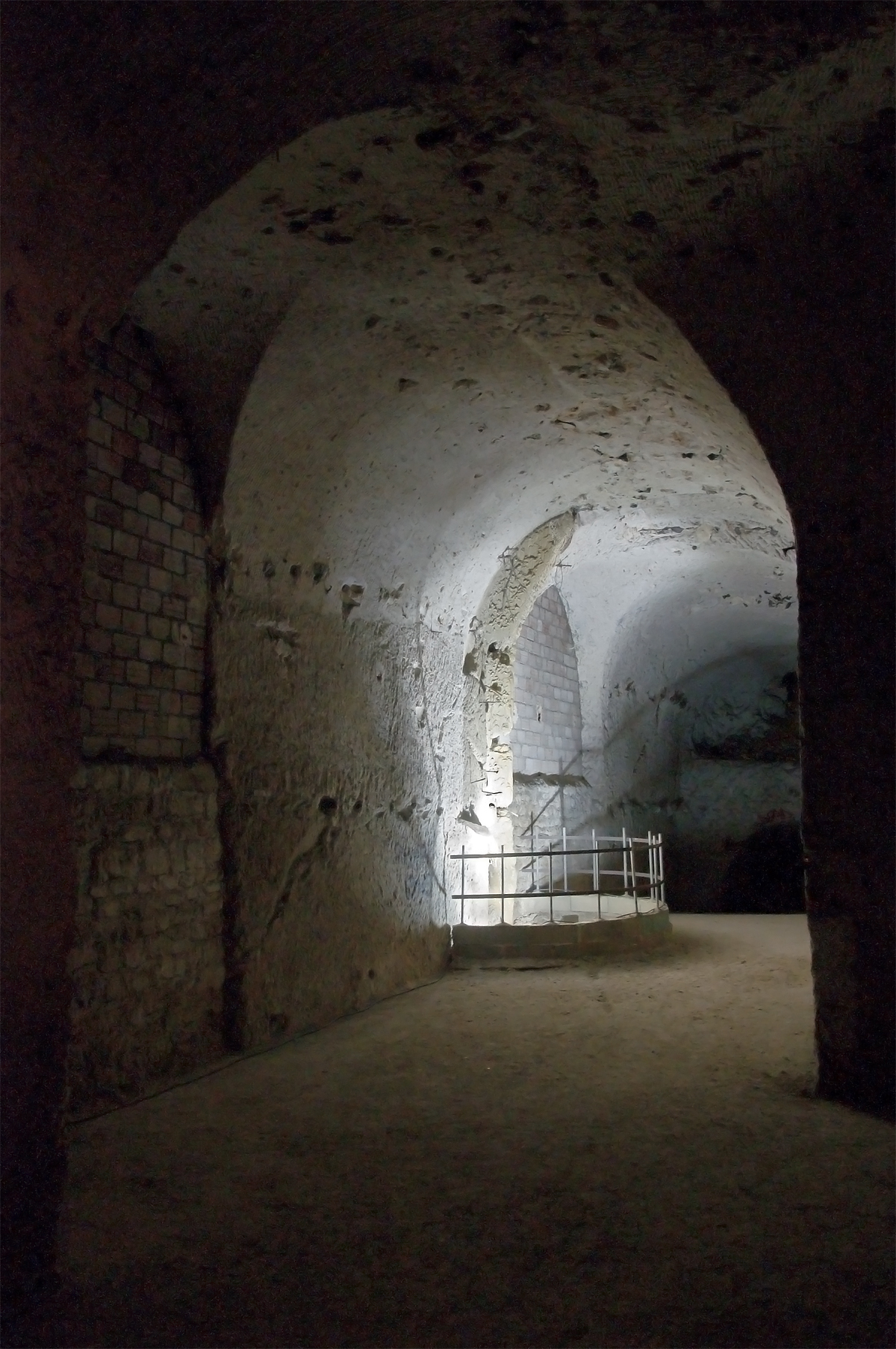
Les carrières de Meudon, sous la colline des Brillants. La partie éclairée est un puits d'aération

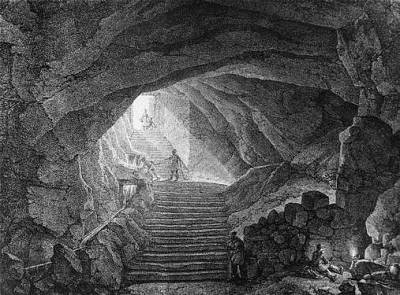
Les carrières des Montalets au début du XIXe siècle par Louis-Albert Bacler d'Albe

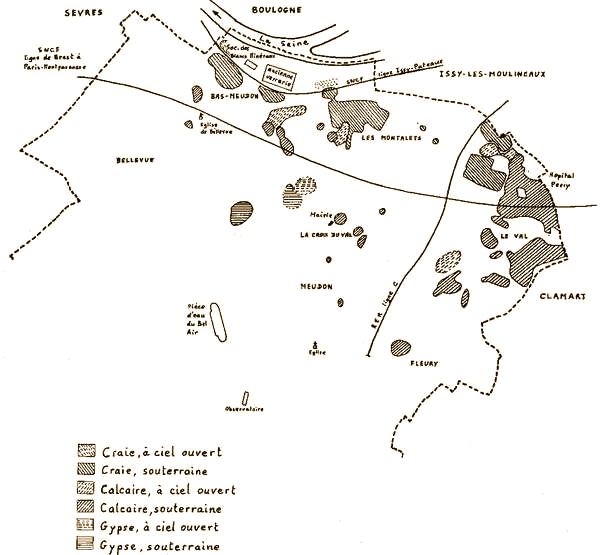
Vieille carte des carrières des Meudon de l'Inspection Générale des Carrières

Les carrières de Meudon sont d'anciennes carrières souterraines de craie qui constituent une grande partie du sous-sol de la ville de Meudon et de ses environs.

## Histoire
L'exploitation de certaines carrières de craie remonte au XVIIIe siècle et s'est poursuivie jusqu'en 1925. Le mode d'exploitation était d'abord artisanal, en cavage, puis s'est industrialisé au début du XIXe siècle. Cela a produit deux structures de carrières assez différentes :
- soit une organisation en chambres d'une dizaine de mètres de diamètre et de 3 à 4 m de hauteur (aux carrières des Montalets, niveaux bas) (48° 49′ 03″ N, 2° 14′ 32″ E).
- soit un quadrillage de galeries très hautes (une dizaine de mètres) mais peu larges (environ 3 m), aux carrières des Brillants par exemple.

Mélangée à de l'argile, la craie est employée dans la fabrication des chaux et ciments. Broyée, purifiée et montée en pains, elle fournit le Blanc de Meudon pour la composition de peintures et mastics[réf. nécessaire], de produits de nettoyage et de cosmétiques. 
L'exploitation de la craie céda sa place à celle des champignons de Paris jusqu'en 1973. Pendant la guerre, les carrières furent réquisitionnées afin de servir d'abri de défense passive. La carrière située route de Vaugirard, sous la station de tramway Brimborion en particulier servit d'abri pour les employés de l'usine Renault. On envisagea un temps de l'aménager en usine souterraine afin de produire des moteurs d'avions, mais ces aménagements n'ont jamais été réalisés.
Elles sont des sites pittoresques et scientifiques, classées en site scientifique et artistique depuis 1986. Les carrières sont à l'honneur en 1989, lorsque se déroule à Meudon le 2e symposium international des carrières souterraines. 
Au début du XXIe siècle, des géologues, paléontologues, archéologues et historiens y mènent des fouilles. Un karst de la carrière des Brillants est exploité depuis 2004 en tant que source pour l'arrosage des espaces verts de la ville.
Durant le XIXe siècle et le XXe siècle, plusieurs effondrements significatifs des carrières de Meudon et d'Issy-les-Moulineaux seront enregistrés. En particulier celui de 1961 à Issy-les-Moulineaux, où un immeuble entier s'effondra.
En 2022, les autorités publiques (mairie, DRAC, préfecture) donnent leur accord pour que les carrières soient comblées par les déchets de terre issus du chantier du Grand Paris. Ce projet suscite une polémique avec l'opposition de scientifiques, cataphiles, spéléologues, riverains et de défenseurs du patrimoine et de l’environnement. La fragilité structurelle des galeries ne semble pas démontrée et le comblement prévu de 45% d'entre elles condamnera de fait l'accès à l'essentiel des galeries restantes.

### Articles externes
- Articles sur les carrières de Meudon
- Rapport parlementaire de l'assemblée nationale sur les mines et les cavités souterraines